# Pterostichus beyeri
Pterostichus beyeri är en skalbaggsart som beskrevs av Vandyke. Pterostichus beyeri ingår i släktet Pterostichus och familjen jordlöpare. Inga underarter finns listade i Catalogue of Life.